# Bretel

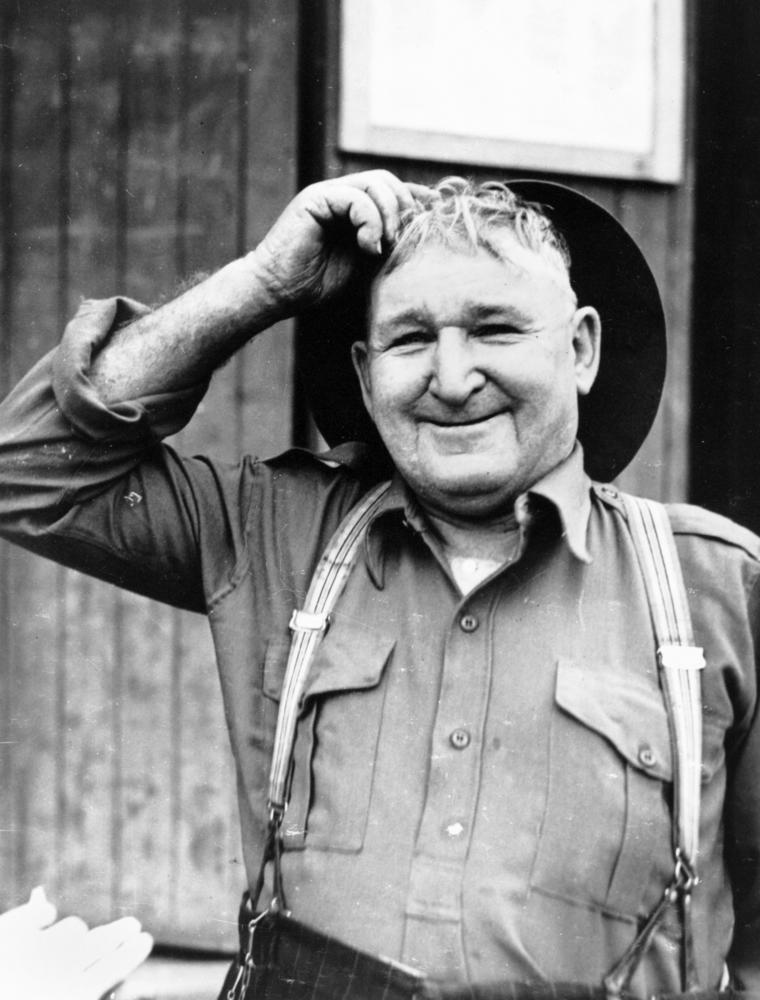
Man in overhemd en met bretels

Bretels zijn een accessoire in de herenmode. Ze dienen om de broek op de juiste hoogte te houden wanneer men geen riem draagt. Bretels zijn Y-vormig (soms X-vormig) en bestaan uit twee (X-vormig) of drie banden, meestal volledig of gedeeltelijk uit elastiek vervaardigd (duurdere uit katoen, zijde of suède). De kruising zit aan de rugkant. Dus bij Y-vormige bretels wordt de enkele band aan de achterkant van de broek bevestigd. De twee andere lopen over de schouders naar de voorkant van de broek, waar zij eveneens aan de broekband worden bevestigd. De banden lopen uit in leren riempjes met knoopsgaten, die aan knopen op de broekband worden vastgemaakt. Tegenwoordig zijn bretels die in metalen klemmetjes eindigen gangbaarder. Een nadeel van de klemmetjes, die vaak tandjes hebben, is dat zij de broekband kunnen beschadigen. Bovendien zijn ze zichtbaar op de broekband. Een nadeel van de bevestiging door middel van knopen is is dat confectiebroeken doorgaans niet meer met bretelknopen worden geleverd. Bretelknopen horen aan de binnenkant van de broek te zitten, niet aan de buitenkant. Dit laatste is enkel bij kinderkleding niet een faux pas.

## Etiquette
Bretels hoort men niet zichtbaar in het openbaar te dragen, ook al zijn het dure designerbretels. Ze worden dus altijd bedekt door een colbert. Wie bretels draagt, moet het jasje aanhouden. Niettemin moet de kleur van de bretels combineren met die van het overhemd. Bij een smoking hoort men enkel een witte bretel te dragen. Een andere faux pas is het dragen van een bretel en een riem tegelijk.
Een uitzondering geldt voor broeken waarvan de bretel een integraal onderdeel is, zoals de lederhose.
Bretels werden vroeger geassocieerd met lagere klassen (vooral werklieden, die geen maatkleding konden betalen), maar tegenwoordig wordt het dragen van bretels al gauw als decadent ervaren. Vooral Amerikanen dragen graag bretels, in Nederland is het minder gebruikelijk, hoewel het met name onder Leidse studenten in de 19e en begin 20e eeuw in de mode was (en nu nog wel onder academische studenten). Bretels bestaan in allerlei soorten en maten, en in alle prijsklassen.